# There
There est un jeu en ligne, caractérisé par un monde virtuel (metavers). Le jeu a été créé en Californie en 2003 et fermé le 9 mars 2010. Le 18 mai 2011, Michael Wilson a annoncé sur le site officiel que There allait rouvrir et que tous les anciens membres auraient de nouveau accès à leur compte. Le 2 mai 2012, There a rouvert ses portes au public.
Après quelques difficultés et changements de propriétaire, il est contrôlé par la société Makena Technologies Inc. Ce n'est pas un jeu au sens strict du terme dans la mesure où il n'y a aucun but à atteindre pour gagner. Par contre, les membres peuvent créer leur propre jeu ou activité à l'intention des autres membres en utilisant les outils mis à disposition ou créés de toutes pièces.
Il s'agit d'un univers non violent, personne ne peut être blessé ou mourir. Les activités sont diverses : exploration, quêtes, création et commerce d'objets, véhicules volants et roulants, jeux de cartes, organisation d'évènements, construction, commerce...
La monnaie locale est le therebuck (TB) convertible en monnaie réelle selon un taux officiel mais aussi par un marché créé par les membres.
Contrairement à d'autres metavers davantage tournés vers l'extérieur, There conserve une culture locale californienne, même si on y rencontre des membres issus des cinq continents. Tous les menus, forums et zones d'aide sont en anglais et l'heure légale est PST (Pacific Standart Time).